# Appiano József
Appiano József  (Bécs, 1792. – Pest, 1856. augusztus 21.) 19. századi nagykereskedő-iparos, gazdaságfejlesztő, 1852–1853-ban Pest alpolgármestere, több ma is működő intézmény alapítója.

## Életpályája
Apja bécsi textilnagykereskedő volt.  Bátyjai, Appiano Ferenc és Alajos Pesten működtettek textilnagykereskedést. Appiano József 1809-ben csatlakozott bátyjai üzletéhez.
1818-ban feleségül vette Valerot Barbarát, Valero Antal (Pest, 1791 körül–Bécs, 1868) selyemgyáros testvérét. A sógorok sorsa szorosan összefonódott.
Az 1776-ban Valero Antal apja és nagybátyja által alapított gyár az első selyemgyár volt az országban. A 18. század végén már több mint 500-an dolgoztak itt, de az 1820-as évekre 100 alá csökkent a munkások száma. Valero és Appiano korszerűsítette a technológiát, majd a Király utcából a Honvéd utcába költöztek. A fejlesztések eredményeként a gyár ismét felvette a versenyt az osztrák konkurenciával, és az 1840-es években már ismét több mint 300-an dolgoztak itt. A selyemgyártás fontos ágazattá vált Magyarországon; a selyemhernyó tenyésztést Széchenyi István és Kossuth Lajos is népszerűsítették.
Appiano és Valero 1833-ban – 3 évvel Széchenyi könyvének megjelenése után – a hitelezés fellendítését célzó első magyar bank, a Pesti Magyar Kereskedelmi Bank alapító részvényesei voltak. Valero a bank indulásától, 1842-től az igazgatóság tagja volt. 1839-ben a Széchenyi által támogatott Pesti Hengermalom Társaság alapítói lettek.
1846-ban – az addig minden testületből kizárt zsidó kereskedőkkel együtt – a Pesti Nagykereskedők Testülete alapítói, vezetői voltak.
1848-ban a banknál a szabadságharc finanszírozásához szükséges önálló magyar bankjegy, a Kossuth bankó kibocsátásának előkészítői voltak, Valero pedig 1848-49 között a jegybanki funkciót betöltő bank elnöke volt. A szabadságharc idején a gyár leállt és nem indult újra.
1850-ben a Pesti Kereskedelmi és Iparkamara alapítói voltak. Valero 1850-1851 és 1852-1854 között a kamara első, Appiano pedig 1851-1852 és 1854-1856 között második elnöke volt.
Appiano 1853-ban Pesti Lloyd Társulat alapító elnöke lett. A társulat 1854-ben létrehozza a árutőzsde elődének tekinthető gabonacsarnokot (majd néhány évvel később az árutőzsdét és az értéktőzsdét is), valamint kiadta a Pester Lloyd német nyelvű gazdasági lapot.
A társulat nevét felvevő Duna-parti Lloyd-palotában (Hild József, 1828) működött a gabonacsarnok és a lap nyomdája, és itt székelt a bank és a kamara is. 
1855-56 között a bank elnöke volt.
1856-ban kezdeményezte az első felsőfokú gazdasági iskola, a Kereskedelmi Akadémia létrehozását. Azt már nem érte meg, hogy egy évvel később az akadémia meg is kezdte működését.

„A nagykereskedők 1856. évi választmányi ülésén Appiano József a Pest-Budai Kereskedelmi és Iparkamara, a Pesti Magyar Kereskedelmi Bank és a Pesti Lloyd-Társulat elnöke felszólalásában rámutatott arra, hogyha az állam nem tesz semmit, akkor magának a testületnek kell lépnie a középfokú kereskedelmi szakoktatás megszervezése érdekében, vállalva az ezzel járó anyagi terheket is. Appiano mintaként a lipcsei, a drezdai, a brünni és a laibachi iskolát mutatta be.”

A selyemgyár épülete (Budapest V. Honvéd u. - Markó u. sarok) és Appiano háza (Budapest V. Arany J. u.- Vadász u. sarok) (mindkettőt Hild József építette), műemlék.

## Emlékezete

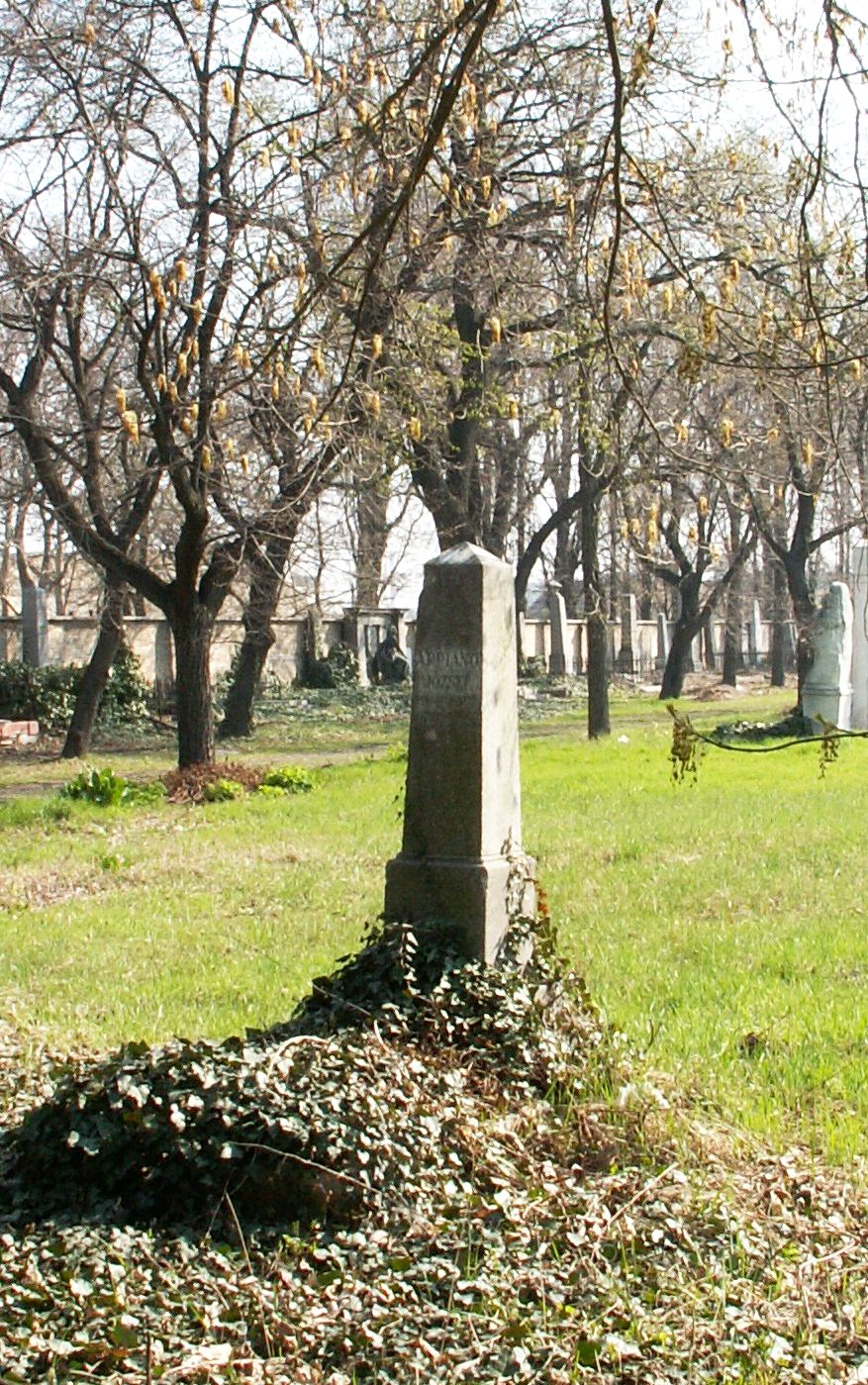
Appiano József sírja a Fiumei úti sírkertben (9-1-107)

Sírja a Kerepesi temetőben található, melyet mai helyére 1914-ben hantoltak  át (9-1-107).